# ليديا براغينا
ليديا براغينا (بالروسية: Ли́дия Миха́йловна Бра́гина، 1 فبراير 1930 - 16 فبراير 2021) مؤرخ سوفيتي وروسي. درست في كلية التاريخ جامعة موسكو الحكومية. حصلت على دكتوراه في العلوم التاريخية (1983)، وأستاذة شرف في جامعة موسكو الحكومية (2003). في عام 1991 حصلت على جائزة فلسفية من جي في بليخانوف.
توفيت براغينا في 16 فبراير 2021، عن عمر يناهز 91 عامًا بعد خمسة عشر يومًا من عيد ميلادها.